# Justiciar
Der Justiciar (auch Chief Justiciar) war der leitende Minister der englischen Könige in der zweiten Hälfte des 12. Jahrhunderts und im ersten Drittel des 13. Jahrhunderts.

## Justiciar of England
Ältere Historiker bezeichnen bereits die leitenden Minister der Könige Wilhelm Rufus und Heinrich I., vor allem Ranulf Flambard und Roger von Salisbury als Justiciare, auch wenn diese nie diesen Titel geführt hatten. In der modernen Geschichtsforschung gilt jedoch Heinrich II. als Erfinder des Amtes. Heinrich, der neben der Normandie weitere umfangreiche Besitzungen als Teil des angevinischen Reiches in Frankreich besaß und deshalb oft über einen längeren Zeitraum nicht in England weilte, versuchte durch die Einsetzung eines königlichen Justiciars eine kontinuierliche Verwaltung und Rechtsprechung in England sicherzustellen. Der Justiciar sollte nicht nur die Verwaltung leiten, sondern war auch oberster Richter. Während der Abwesenheit des Königs übernahm er die Aufgaben eines Vizekönigs bzw. Regenten, der auch Vorsitzender der Curia Regis war und auch Feldzüge gegen rebellische Barone oder nach Wales unternahm.
Zu Beginn der Herrschaft von Heinrich II. und auch während der ersten Jahre der Herrschaft von Richard Löwenherz wurden die Aufgaben des Justiciars auf zwei Personen verteilt, doch in der Regel übte ein Vertrauter der Könige das Amt alleine aus. Mehrfach übernahmen Geistliche wie Ranulf de Glanville und Hubert Walter das Amt. Die Entlassung von Hubert de Burgh 1232 bedeutete faktisch das Ende der langen Minderjährigkeit von König Heinrich III. Zwar wurde Stephen of Seagrave als Nachfolger de Burghs ernannt, doch dieser jedoch schon deutlich geringere Machtbefugnisse. Die eigentliche Macht hatte zu seiner Zeit Bischof Peter des Roches inne. Als dieser 1234 gestürzt wurde, wurde auch Stephen of Seagrave entlassen. Anschließend ernannte Heinrich III. keinen neuen Justiciar, sondern übertrug die Aufgaben teilweise an den Lordkanzler und an den Lord Chief Justice.
Als die mit der Herrschaft von Heinrich III. unzufriedenen Barone 1258 offen gegen den König rebellierten, gehörte die Wiedereinsetzung eines von ihnen gewählten Justiciars zu ihren Hauptforderungen. Der zunächst von den Baronen eingesetzte Justiciar Hugh Bigod übernahm jedoch zunächst vor allem die Aufgabe, Beschwerden über die königliche Herrschaft zu sammeln und war nicht der Leiter der königlichen Verwaltung. Nach dem Sieg der königlichen Partei in der Schlacht von Evesham 1265, in der auch der Justiciar Hugh le Despenser fiel, wurde das Amt nicht wieder besetzt.

### Justiciars of England 1153–1265
- Robert de Beaumont, 2. Earl of Leicester (1154/5–1168)
- Richard de Lucy (1154/5–1179)
- Ranulf de Glanville (1180–1189)
- William de Mandeville, 3. Earl of Essex (September–November 1189)
- Hugh de Puiset, Bischof von Durham (1189–1190)
- Wilhelm Longchamp (1189–1191)
- Walter de Coutances, Erzbischof von Rouen (1191–1193)
- Hubert Walter, Erzbischof von Canterbury (1193–1198)
- Geoffrey fitz Peter, 1. Earl of Essex (1198–1213)
- Peter des Roches, Bischof von Winchester (1214–1215)
- Hubert de Burgh (1215–1232)
- Stephen of Seagrave (1232–1234)
- Hugh Bigod (1258–1260)
- Hugh le Despenser (1260–1261)
- Philip Basset (1261–1263)
- Hugh le Despenser (1263–1265)

## Justiciar of Irland sowie Justiciars in der Normandie und in Wales
Nach Beginn der anglonormannischen Eroberung von Irland ernannte König Heinrich II. 1172 erstmals einen Justiciar of Ireland als dortigen Stellvertreter des Königs. Heinrich II. hatte bereits nach 1154 Bischof Arnulf von Lisieux zum Justiciar der Normandie ernannt. Die anderen in Frankreich gelegenen Besitzungen der englischen Könige wurden von Seneschallen verwaltet. Nach dem Verlust des Großteils der französischen Besitzungen zu Beginn des 13. Jahrhunderts übernahm der Seneschall der Gascogne die Verwaltung der verbliebenen Besitzungen in Südwestfrankreich. Nach der Eroberung von Wales durch König Eduard I. bis 1283 setzten die Könige für die Verwaltung der der Krone gehörenden Gebiete, dem sogenannten Fürstentum Wales, Justiciars ein. Meistens gab es einen Justiciar für Nord- und einen für Südwales, die in den eroberten Gebieten fast vizekönigliche Macht ausüben konnten. Die Ämter bestanden bis zur Eingliederung von Wales im 16. Jahrhundert.

## Justiciars in Schottland
Im Königreich Schottland wurde das Amt im 12. Jahrhundert unter König Alexander I. oder König David I. eingerichtet. Der Amtsinhaber war als Stellvertreter des Königs in der Rechtsprechung und der Verwaltung zuständig. Ursprünglich gab es zwei Justiciars, von denen einer für das Gebiet nördlich, der andere für das Gebiet südlich des Forth zuständig war. Um 1221 wird erstmals ein Justiciar of Lothian genannt. Damit gab es im 13. und 14. Jahrhundert in Schottland drei Justiciars als höchste Rechtsbeamte, nämlich einen für Lothian, einen für Galloway und einen für Scotia, das Gebiet nördlich des Forth. Jeder Justiciar sollte im Frühjahr und im Herbst eine Rundreise durch seinen Bezirk unternehmen. Dabei sollte er in den Hauptsitzen der Sheriffdoms als Berufungsinstanz dienen. Im 15. Jahrhundert wurden das Amt durch das Amt des Lord Justice General ersetzt.
Der Duke of Argyll führt den erblichen Titel eines High Justiciar of Argyll, mit dem jedoch keine Aufgaben verbunden sind.